# Haute École Louvain en Hainaut
 (août 2017).
Si vous disposez d'ouvrages ou d'articles de référence ou si vous connaissez des sites web de qualité traitant du thème abordé ici, merci de compléter l'article en donnant les références utiles à sa vérifiabilité et en les liant à la section « Notes et références ».

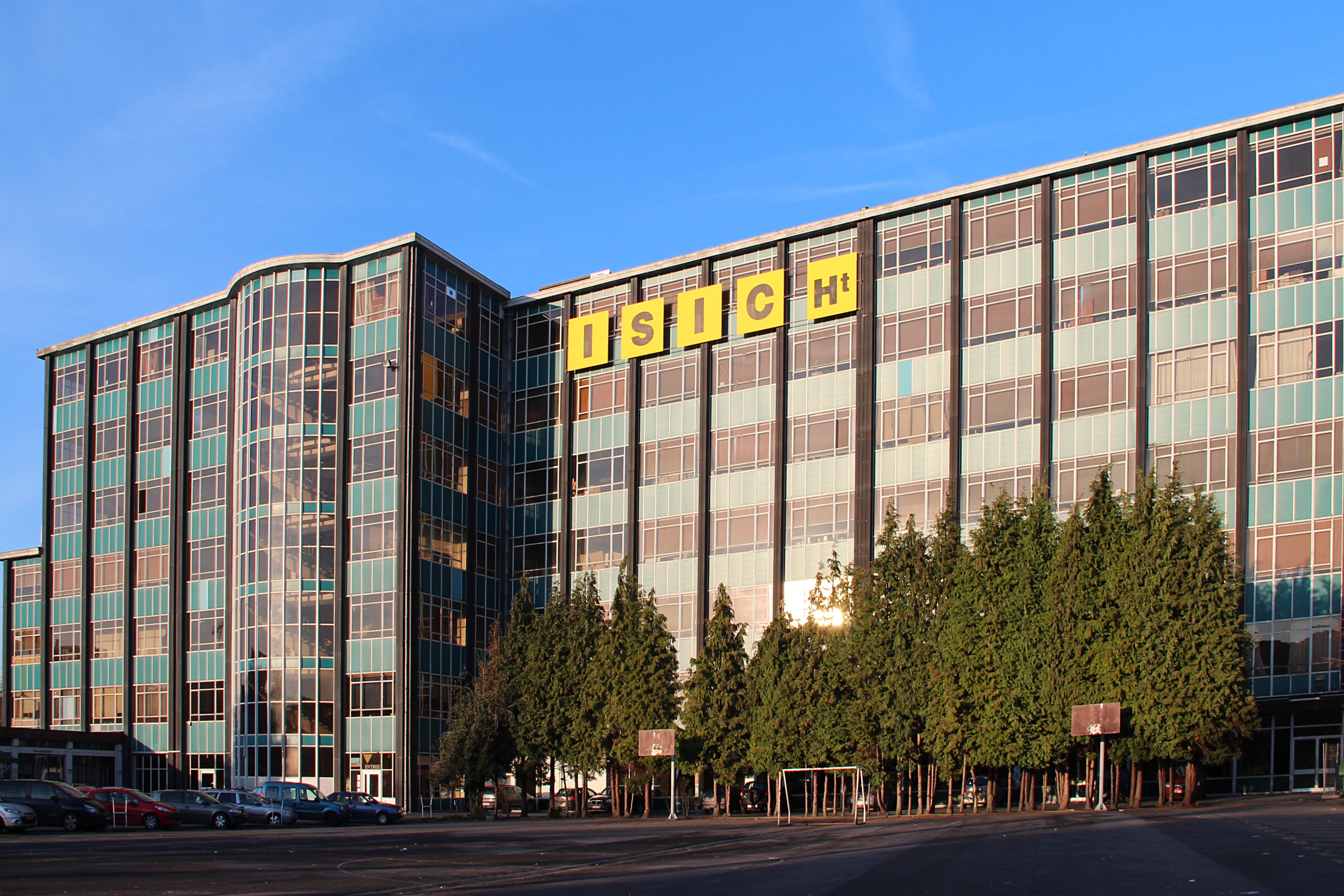
Ancien bâtiment de l'ISICHt de Mons (Hainaut).

La Haute École Louvain en Hainaut (HELHa) est une Haute École libre confessionnelle, subventionnée par la Fédération Wallonie-Bruxelles, dont les établissements sont situés en province de Hainaut (à l'exception de l'Institut Cardijn dont le siège se situe en Province du Brabant wallon).
Cette institution est à ne pas confondre avec l'UCLouvain, institution universitaire indépendante.
Le terme "Louvain" figurant dans le nom de la Haute École est en référence au Pôle académique Louvain dont la HELHa est partenaire.

## La HELHa en quelques mots
La HELHa est le fruit de la fusion, le 25 juin 2009, des trois Hautes Écoles catholiques situées en Province de Hainaut :
- La Haute École Roi Baudouin
- La Haute École Libre du Hainaut Occidental
- La Haute École catholique Charleroi-Europe

Ces Hautes Écoles étaient elles-mêmes le fruit de fusions entre différentes écoles supérieures :

### Haute École Roi Baudouin (HERB)
- IRAM : Institut Reine Astrid Mons situé à Mons.
- ISSHA : Institut Supérieur des Sciences Humaines Appliquées situé à Mons.
- ISICHt : Institut Supérieur Industriel Catholique du Hainaut situé à Mons et Charleroi.
- École Normale : Située à Braine-le-Comte.
- ISFEC : Institut Supérieur de Formation Economique du Centre situé à La Louvière.
- ISEPS Saint-Philippe : Institut Supérieur d'Enseignement Paramédical et Social situé au sein de l'Hôpital de Jolimont à La Louvière.

### Haute École Libre du Hainaut Occidental (HELHO)[4]
- ITEHO Jeanne d’Arc : Institut des Techniques Hospitalières situé à Tournai et Mouscron.
- IESPHO : Institut d'Enseignement Social et Pédagogique situé à Leuze-en-Hainaut et Ramegnies-Chin.
- IRAM (Section Art-Publicité) : Institut Reine Astrid Mons situé à Mons.
- ESIT Don Bosco : École Supérieure d’Ingénieurs Techniciens située à Tournai.
- Institut Saint Henri : Département économique situé à Comines.

### Haute École catholique Charleroi-Europe[5](HECE)
- IESCA : Institut d'Enseignement Supérieur Catholique situé à Gilly et Montignies-sur-Sambre.
- ISC : Institut Supérieur Catholique situé à Fleurus.
- CESPC-M : Centre d'Enseignement Supérieur Pédagogique Charleroi-Mons situé à Gosselies, Loverval et Mons[6].
- Institut Cardijn : Implanté à Louvain-la-Neuve, l’Institut Cardijn de 1962 est en fait né à Louvain en 1922 de la volonté du Secrétariat Général des Œuvres sociales de Belgique sous l’appellation première de : École Centrale Supérieure pour Ouvriers Chrétiens.

## La HELHa en quelques chiffres
La HELHa offre une soixantaine de formations regroupées en sept catégories d’enseignement, en deux types (court et long) et réparties sur quinze implantations dans le Hainaut et une dans le Brabant wallon.
Les 7 catégories sont les suivantes : Agronomique, Arts Appliqués, Économique, Éducation, Santé, Social et Sciences et Technologies.
La HELHa est partenaire de plusieurs entreprises, comme Epic Games, SideFX et Pixar pour la faculté des arts.
Le nombre d’étudiants réguliers de la HELHa était en 2020-2021 de 10 200 unités, avec 60 % de filles pour 40 % de garçons, 20 % d’étudiants boursiers et 15 % d’étudiants étrangers, essentiellement français. Avec des durées d’études variant de 3 ans (baccalauréats) à 4 ou 5 ans (masters), c’est près de 2 000 diplômes qui sont délivrés chaque année par la Haute École.
À quelques unités près, il y a 1 000 membres du personnel, administratifs ou enseignants, statutaires ou contractuels, ce qui correspond à peu près à 500 emplois équivalent temps plein. À cela viennent s’ajouter une série de vacataires assurant en tant qu’indépendants des charges de cours.
L'implantation de Mons est l'implantation la plus prisée avec un taux de 29%, suivi de Montignies-sur-Sambre avec 23%. Le domaine d'étude le plus choisi est celui de la santé avec 27%, suivi de l'éducation avec 20%.
Le budget annuel de la haute école avoisine les 44 millions d’euros dont un peu plus de 85% correspondent à des dépenses en personnel, le reste étant consacré aux dépenses de fonctionnement et aux investissements.

## Types d'enseignements

### Pour l’enseignement de type court
Les cursus de type court sont organisés en un seul cycle professionnalisant. Ils comprennent de 180 à 240 crédits qui peuvent être acquis respectivement en trois à quatre années d’études au moins et sont sanctionnés par le grade académique de bachelier. La Haute École délivre ainsi actuellement des diplômes de bacheliers dans une trentaine de formations, généralement en 3 ans, exceptionnellement en 4 ans (bachelier sage-femme) et des diplômes de spécialisation (essentiellement dans le Paramédical).

### Pour l’enseignement de type long
Les cursus de type long sont généralement organisés en deux cycles : un premier cycle de transition de 3 ans comprenant 180 crédits suivi d’un second cycle professionnalisant de 1 ou 2 ans comprenant respectivement 60 ou 120 crédits.
Le premier cycle de trois ans conduit au diplôme de Bachelier de transition (principalement consacré à la formation scientifique ; toutefois, de nombreux laboratoires permettent aux étudiants d’intégrer les connaissances théoriques ; enfin, des activités d’intégration professionnelle sont prévues en 3e année pour donner essentiellement une expérience des relations de travail et une première approche pratique au futur professionnel.
Le deuxième cycle d’un ou deux ans conduit au diplôme de Master et est consacré à la formation de spécialisation : l’étudiant met à profit ses connaissances pour affronter des domaines pratiques relativement larges. Un stage est prévu et permet de dégager le sujet du travail de fin d’études à présenter en fin de cycle.

## Les directeurs respectifs: HELHO, HERB et HECE
- HELHO : MM. Michel Tordoir et André Coudyzer (tous deux sont devenus, l’un après l’autre, Secrétaire Général de la Fédération de l’Enseignement Supérieur catholique).
- Pour la HERB : Vincent Pestieau.
- Pour HECE : Charles Van Nuffelen, André Lorsignol et Vreux jean-Luc
- Après la fusion : Vreux Jean-luc puis  Philippe Declercq, Directeur-Président de la HELHa.